# Gephyromantis hintelmannae
Espèce
Statut de conservation UICN

 EN B1ab(iii) : En danger
Gephyromantis hintelmannae est une espèce d'amphibiens de la famille des Mantellidae.

## Répartition
Cette espèce est endémique du sud-est de Madagascar. On la trouve entre 142 et 300 m d'altitude.

## Publication originale
- Wollenberg, Glaw & Vences, 2012 : Revision of the little brown frogs in the Gephyromantis decaryi complex with description of a new species. Zootaxa, no 3421, p. 32-60.